# Ben Konaté
Ben Konaté (Abidjan, 13 de outubro de 1982) é um futebolista profissional guineense que atua com volante.

## Carreira
Ben Konaté representou o elenco da Seleção Guinéu-Equatoriana de Futebol no Campeonato Africano das Nações de 2012.